# Mauro García
Mauro Esequiel García Sosa (Montevideo, 27 febbraio 2000) è un calciatore uruguaiano, difensore del Deportivo Italiano.

## Caratteristiche tecniche
È un terzino sinistro.

## Carriera
Cresciuto nel settore giovanile del Defensor Sporting, ha esordito in prima squadra il 7 aprile 2019 disputando l'incontro di campionato pareggiato 0-0 contro il Boston River.